# Najim
Najim (ar. نجيم) lub Cheb Najim (الشاب نجيم), właściwie Najim Amari (ur. 18 stycznia 1985 w Suresnes, Hauts-de-Sein w Paryżu) – algiersko–francuski piosenkarz.

## Dyskografia

### Albumy studyjne
| Rok  | Dane dot. albumu                                                                                  |
| ---- | ------------------------------------------------------------------------------------------------- |
| 2004 | Kount enhawes - Wydany: 30 listopada 2004 - Wytwórnia: Aladdin Records - Format: Digital download |
| 2006 | H’sabtek ana - Format: Digital download                                                           |
| 2007 | Saba - Wydany: 31 marca 2007 - Wytwórnia: EMI - Format: Digital download                          |
| 2010 | Mkhabarni Galbi - Wydany: 2010 - Wytwórnia: - Format: Digital download                            |
| 2015 | Raïvolution - Wydany: 11 grudzień 2015 - Wytwórnia: - Format: Digital download                    |

### Single

#### Z gościnnym udziałem
| Rok  | Tytuł                                  |
| ---- | -------------------------------------- |
| 2009 | „Près de toi” (Arash feat. Rebecca)    |
| 2012 | „Bratni” (Amel Wahby)                  |
| 2015 | „Je t'aimais, je t'aime, je t'aimerai” |